# Ausztrál gyöngybagoly
Az ausztrál gyöngybagoly (Tyto novaehollandiae) a madarak osztályának bagolyalakúak (Strigiformes)  rendjébe és a gyöngybagolyfélék (Tytonidae) családjába tartozó faj.

## Rendszerezése
A fajt James Francis Stephens angol ornitológus írta le 1826-ban, a Strix nembe St[rix]? Novae Hollandiae néven.

## Alfajai
- Tyto novaehollandiae calabyi (I.J. Mason, 1983) – Új-Guinea déli része
- tasmán gyöngybagoly Tyto novaehollandiae castanops(Gould, 1837) – Tasmania, betelepítve a Lord Howe-szigetre
- Tyto novaehollandiae galei (Mathews, 1914) – a York-félsziget Queensland államban
- Tyto novaehollandiae kimberli (Mathews, 1912) – Ausztrália északi része
- Tyto novaehollandiae melvillensis (Mathews, 1912) – Tiwi-sziget
- Tyto novaehollandiae novaehollandiae (Stephens, 1826) – Ausztrália déli részei
- Tyto novaehollandiae troughtoni (Cayley, 1931) – a Nullarbor-fennsík, alfaji státusza kétséges

## Előfordulása
Ausztráliában és Új-Guinea szigetén honos. Természetes élőhelyei a szubtrópusi vagy trópusi lombhullató erdők, mangroveerdők, füves puszták és cserjések, legelők és másodlagos erdők. Állandó, nem vonuló faj.

## Megjelenése
A hím testhossza 33–42, a tojóé 38–47 centiméter, a hím testtömege 420–800, a tojóé 545–1260 gramm.
A gyöngybagoly csőre erősebb, lába hosszabb és erősebb, karmai nagyobbak.
|  |

## Életmódja
Éjjeli madár. Zsákmányai között szerepelnek a rágcsálók, hüllők, más madarak, rovarok és bandikutok.

## Természetvédelmi helyzete
Az elterjedési területe rendkívül nagy, egyedszáma pedig stabil. A Természetvédelmi Világszövetség Vörös listáján nem fenyegetett fajként szerepel.

## Fordítás
- Ez a szócikk részben vagy egészben  az   Australian Masked Owl című angol Wikipédia-szócikk ezen változatának fordításán alapul.  Az eredeti cikk szerkesztőit annak laptörténete sorolja fel. Ez a jelzés csupán a megfogalmazás eredetét és a szerzői jogokat jelzi, nem szolgál a cikkben szereplő információk forrásmegjelöléseként.